# Pérez de Galeana
Pérez de Galeana, är en ort i Mexiko, tillhörande kommunen Apaxco i den nordvästra delen av delstaten Mexiko, i den centrala delen av landet. Orten hade 1 844 invånare vid folkräkningen 2010, och är kommunens fjärde största samhälle.